# Justicia ventricosa
Justicia ventricosa là một loài thực vật có hoa trong họ Ô rô. Loài này được Wall. mô tả khoa học đầu tiên năm 1830.